# فرانسوا لامي (سياسي)
فرانسوا لامي (بالفرنسية: François Lamy) هو سياسي فرنسي، ولد في 31 أكتوبر 1959 في برونوي في فرنسا. نشط حزبياً في الحزب الاشتراكي.

## مناصب
- انتخب نائب فرنسي عن دائرة Essonne's 6th constituency [الإنجليزية]‏ خلال فترته النيابية (3 مايو 2014 – 20 يونيو 2017).
- انتخب نائب فرنسي عن دائرة Essonne's 6th constituency [الإنجليزية]‏ خلال فترته النيابية (20 يونيو 2012 – 21 يوليو 2012).
- انتخب نائب فرنسي عن دائرة Essonne's 6th constituency [الإنجليزية]‏ خلال فترته النيابية [الإنجليزية]‏ (20 يونيو 2007 – 16 يونيو 2012).
- انتخب عضو المجلس المحلي لإيل دو فرانس ‏.
- انتخب Mayor of Palaiseau  [لغات أخرى]‏ (19 مارس 2001 – 2 يونيو 2012).
- انتخب نائب فرنسي عن دائرة Essonne's 6th constituency [الإنجليزية]‏ خلال فترته النيابية  [لغات أخرى]‏ (19 يونيو 2002 – 19 يونيو 2007).
- انتخب نائب فرنسي عن دائرة Essonne's 6th constituency [الإنجليزية]‏ خلال فترته النيابية  [لغات أخرى]‏ (12 يونيو 1997 – 18 يونيو 2002).

## وصلات خارجية
- الموقع الرسمي